# 石河头遗址
石河头遗址，位于山东省潍坊市诸城市石河头乡石河头村，是中华人民共和国山东省文物保护单位之一。
位于诸城市桃园乡石河头村北岭南坡，北高南底，表层为沙质黄褐土，总面积约10万平方米，是一处新石器时代的古文化遗址。1992年6月12日，授予山东省文物保护单位，是一座古遗址。